# Klassifizierender Raum von U(n)
Der klassifizierende Raum {\displaystyle \operatorname {BU} (n)} der {\displaystyle n}-ten unitären Lie-Gruppe {\displaystyle \operatorname {U} (n)} klassifiziert {\displaystyle \operatorname {U} (n)}-Prinzipalbündel (auch {\displaystyle \operatorname {U} (n)}-Hauptfaserbündel genannt). Das bedeutet, dass ein {\displaystyle \operatorname {U} (n)}-Prinzipalbündel über einem parakompakten topologischen Raum eineindeutig einer Homotopieklasse einer stetigen Abbildung von diesem nach {\displaystyle \operatorname {BU} (n)} entspricht. {\displaystyle \operatorname {BU} (n)} ist selbst der Basisraum (eng. base space) eines {\displaystyle \operatorname {U} (n)}-Prinzipalbündels, woraus sich die Notation ergibt.

## Definition
Es gibt eine kanonische Inklusion von komplexen Grassmann-Mannigfaltigkeiten gegeben durch {\displaystyle \operatorname {Gr} _{n}(\mathbb {C} ^{k})\hookrightarrow \operatorname {Gr} _{n}(\mathbb {C} ^{k+1}),V\mapsto V\times \{0\}}. Deren direkter Limes ist:
{\displaystyle \operatorname {BU} (n):=\operatorname {Gr} _{n}(\mathbb {C} ^{\infty }):=\lim _{n\rightarrow \infty }\operatorname {Gr} _{n}(\mathbb {C} ^{k}).}
Da reelle Graßmann-Mannigfaltigkeiten sich als homogene Räume ausdrücken lassen durch:
{\displaystyle \operatorname {Gr} _{n}(\mathbb {C} ^{k})=\operatorname {U} (n+k)/(\operatorname {U} (n)\times \operatorname {U} (k))}
überträgt sich die Gruppenstruktur auf {\displaystyle \operatorname {BU} (n)}.

## Grundlegender Zusammenhang
Zur Erklärung des obigen Zusammenhangs ist ein weiterer Raum notwendig: Der totale Raum {\displaystyle \operatorname {EU} (n)} der {\displaystyle n}-ten unitären Lie-Gruppe {\displaystyle \operatorname {U} (n)} ist schwach zusammenziehbar und verfügt über eine Gruppenwirkung von {\displaystyle \operatorname {U} (n)}, wobei der Orbitraum {\displaystyle \operatorname {EU} (n)/\operatorname {U} (n)} genau {\displaystyle \operatorname {BU} (n)} ist. Durch Projektion auf Äquivalenzklassen gibt es daher das spezielle {\displaystyle \operatorname {U} (n)}-Prinzipalbündel {\displaystyle \operatorname {EU} (n)\rightarrow \operatorname {BU} (n),x\mapsto [x]} mit Faser {\displaystyle \operatorname {U} (n)}, welches universelles {\displaystyle \operatorname {U} (n)}-Hauptfaserbündel genannt wird. Jedes {\displaystyle \operatorname {U} (n)}-Hauptfaserbündel auf einem parakompakten topologischen Raum {\displaystyle X} lässt sich nun durch Rückzug von diesem entlang einer stetigen Abbildung {\displaystyle X\rightarrow \operatorname {BU} (n)} erhalten, wobei homotope Abbildungen das gleiche {\displaystyle \operatorname {U} (n)}-Prinzipalbündel erzeugen. Dadurch existiert eine Bijektion:
{\displaystyle \operatorname {Bund} _{\operatorname {U} (n)}(X):=\left\{\operatorname {U} (n){\text{-Prinzipalbündel über }}X\right\}/\sim _{\mathrm {iso} }\cong [X,\operatorname {BU} (n)].}

## Kleinster klassifizierender Raum
Es ist {\displaystyle \operatorname {U} (1)\cong S^{1}}, wobei {\displaystyle \operatorname {BU} (1)=\mathbb {C} P^{\infty }=\lim _{n\rightarrow \infty }\mathbb {C} P^{n}} der unendliche komplexe projektive Raum ist und {\displaystyle \operatorname {EU} (1)=S^{\infty }=\lim _{n\rightarrow \infty }S^{n}} die {\displaystyle \infty }-Sphäre ist. Beide entstehen jeweils als direkter/induktiver Limes der kanonischen Inklusionen {\displaystyle \mathbb {C} P^{n}\hookrightarrow \mathbb {C} P^{n+1}} beziehungsweise {\displaystyle S^{n}\hookrightarrow S^{n+1}}. Erstaunlicherweise ist die {\displaystyle \infty }-Sphäre {\displaystyle S^{\infty }} wie oben erwähnt tatsächlich schwach zusammenziehbar, sogar zusammenziehbar, obwohl keine der Sphären {\displaystyle S^{n}} (schwach) zusammenziehbar ist.

## Kohomologie
Für den Kohomologiering von {\displaystyle \operatorname {BU} (n)} gilt:
{\displaystyle H^{*}(\operatorname {BU} (n);\mathbb {Z} )=\mathbb {Z} [c_{1},\ldots ,c_{n}].}

## Unendlicher klassifizierender Raum
Die kanonische Inklusionen {\displaystyle \operatorname {U} (n)\hookrightarrow \operatorname {U} (n+1)} induzieren kanonische Inklusionen {\displaystyle \operatorname {BU} (n)\hookrightarrow \operatorname {BU} (n+1)} auf ihren jeweiligen klassifizierenden Räumen. Die direkten Limiten dieser beiden Ketten an Inklusionen werden jeweils als:
{\displaystyle \operatorname {U} :=\lim _{n\rightarrow \infty }\operatorname {U} (n)}
{\displaystyle \operatorname {BU} :=\lim _{n\rightarrow \infty }\operatorname {BU} (n)}
bezeichnet. {\displaystyle \operatorname {BU} } ist dabei tatsächlich der klassifizierende Raum von {\displaystyle \operatorname {U} }.